# Kelli Giddish
Kelli Giddish, née le 13 avril 1980 à Cumming en Géorgie est une actrice américaine principalement connue pour jouer le rôle d’Amanda Rollins dans la série télévisée New York, unité spéciale.

## Biographie
Née à Cumming, elle est la fille de Charles et de Nita Giddish. Elle a un frère prénommé Eli.  
Kelli est très proche de sa grand-mère maternelle Dosia Hildebrand et de son grand-père paternel Ralph, vétéran de la Seconde Guerre mondiale. 
À l'âge de six ans, elle commence à jouer dans des productions théâtrales. Elle est diplômée en 1998 de la Forsyth Central High School. Plus tard, elle est diplômée avec les honneurs en arts de la scène à l'université de Evansville dans l'Indiana. Elle faisait en plus partie de l'équipe de softball de l'université. Après l'obtention de son diplôme, elle déménage à New York pour commencer sa carrière d'actrice.
En mars 2005, elle rejoint la distribution de la série La Force du destin (All My Children) diffusée sur ABC. Elle y joue le rôle de Di Henry. En juillet 2007, après près d'une centaine d'épisodes, elle y fait sa dernière apparition. Elle rebondit aussitôt vers des programmes plus prestigieux.
Elle rejoint la distribution principale d'une comédie, The Burg, qui connait quatorze épisodes diffusés entre 2006 et 2009.
Entre 2007 et 2008, elle fait également des apparitions dans les séries judiciaires Damages, New York, section criminelle, FBI : Portés disparus et New York, unité spéciale et tient des petits rôles dans des films mineurs, comme The Understudy ou Les Ombres du Passé.
En 2009, elle se contente d'une apparition dans l'éphémère série policière Life on mars mais parvient à être choisie pour rejoindre la distribution d'une nouvelle série policière fantastique, Past Life, dont le tournage se situe à Atlanta, à environ 45 minutes de Cumming, sa ville natale. La série est cependant arrêtée au bout de quelques épisodes, faute d'audiences. Elle rebondit aussitôt vers un nouveau projet : elle est la tête d'affiche de la série d'action Chase,  où elle joue une US Marshall. Elle passe une semaine avec les vrais US Marshals pour se préparer au rôle. Mais là encore, c'est un échec : le programme ne connait qu'une seule saison raccourcie, programmée par NBC entre 2010 et 2011. L'actrice parvient à décrocher un rôle pour les deux derniers épisodes de la seconde saison de la série judiciaire The Good Wife.
Le projet d'une autre nouvelle série, Powerless, n'étant finalement pas retenu pour la rentrée 2011, elle accepte d'intégrer le casting principal d'une série policière déjà bien installée, New York, unité spéciale. À partir de la treizième saison, elle y prête ses traits à l'inspecteur Amanda Rollins, aux côtés de Danny Pino (Cold Case : Affaires classées) lui-même recruté pour combler le départ de la star Christopher Meloni.
En 2014, le personnage de Rollins apparaît également dans des séries du même producteur, Chicago Police Department et Chicago Fire. Cette même année, elle reprend aussi son personnage de The Good Wife, le temps de l'épisode d'ouverture de la saison 6.
Le 24 août 2022, elle annonce son départ de la série New York, Unité Spéciale après 12 ans dans la série. Elle refait une apparition dans le dernier épisode de la saison 24 de New York, Unité Spéciale et le dernier épisode de la saison 3 de New York, crime organisé.
Le 28 novembre 2023, on apprend qu'elle reviendra dans la série pour le premier épisode de la saison 25 de New York, Unité Spéciale pour célébrer la naissance de son fils qu'elle a eu avec son ancien coéquipier, Carisi.

## Vie privée
Elle s'est mariée le 20 juin 2015 avec son compagnon Lawrence Faulborn à New Smyrna Beach en Floride. Le 6 octobre 2015, elle donne naissance à leur premier enfant, un garçon prénommé Ludo. Le 13 novembre 2018, elle donne naissance à leur deuxième enfant, un garçon prénommé Charlie. En octobre 2021 elle révèle en interview au Smashing Interviews Magazine qu’elle est fraîchement divorcée de Faulborn et nouvellement fiancée à un autre homme.   
Le 7 novembre 2021, elle se marie avec Beau Richards à New Orleans. Le 20 juin 2023, elle donne naissance à son troisième enfant, un garçon prénommé Oldie.

## Filmographie
- 2005 à 2007 : La Force du destin (TV) : Di Henry
- 2005 : Les Sorcières des Caraïbes : Clara
- 2006 à 2009 : The Burg (TV) : Courtney
- 2006 : Walls : Sara
- 2007 : New York, section criminelle (TV) : Dana Stipe
- 2007 : Damages (TV) : Heather MacDonald
- 2007: New York, unité spéciale : Kara Bawson (saison 8, épisode 12)
- 2008 : FBI : Portés disparus (TV) : Ariana Murphy
- 2008 : All's Faire (TV) : Cindy
- 2008 : The Understudy : Simone
- 2008 : Death in Love : la jeune mère
- 2009 : Life on mars (TV) : Carol
- 2010 à 2011 : Chase (TV) : Annie Frost
- 2010 : Past Life (TV) : Dr. Kate McGinn
- 2011 à 2012 : The Good Wife : Sophia Russo
- depuis 2011 : New York, unité spéciale (TV) : Inspecteur puis Sergent Amanda Rollins (saison 13 à 24 & depuis la saison 27, invitée saison 25 et 26)
- 2014 à 2016 : Chicago Police Department (TV) : Inspecteur Amanda Rollins
- 2022 : New York, police judiciaire (TV) : Inspecteur Amanda Rollins (saison 22)
- 2022 et 2023 : New York, crime organisé (TV) : Inspecteur Amanda Rollins (saison 3)